# Relieve oceánico

Mapa que se muestra la topografía del fondo marino

Se considera como relieve oceánico o relieve submarino al conjunto de desigualdades o irregularidades que se encuentran cubiertas por las aguas marinas u oceánicas.

## Estructura oceánica

Las principales divisiones oceánicas.

Los océanos poseen una estructura común, creada por varios fenómenos físicos, mayoritariamente del movimiento de las placas tectónicas y sedimentos de varias fuentes. La estructura de los océanos, comenzando a partir de los continentes, se inicia con la plataforma continental, el talud continental, que es una zona previa al océano profundo, hasta llegar a la llanura abisal. Existen diversos accidentes en el fondo oceánico que provienen en su mayoría de relieves residuales de origen volcánico o tectónico, como las islas volcánicas, atolones, guyots y que fueron erosionados en la superficie o hundidos por la subsidencia con la expansión o contracción de las placas oceánicas.
La dorsal oceánica es una franja montañosa que atraviesa todos los océanos entre los continentes, la cual generalmente es acompañado de un valle central, que viene a constituir una especie de fosa tectónica que se va separando a medida que pasa el tiempo geológico. Así, el fondo oceánico se va ampliando a lo largo de las dorsales (por la divergencia o separación a ambos lados de esas dorsales) y ese movimiento expansivo de las placas oceánicas es contrarrestado en los bordes al encontrarse con una placa continental que frena su avance, produciéndose una fosa oceánica a lo largo de la línea de convergencia. Así, las fosas oceánicas, vienen a ser una buena prueba del desplazamiento de las placas: estas fosas se ubican entre las placas oceánicas que se van hundiendo y las placas continentales que se levantan formando cordilleras, como sucede con la cordillera de los Andes en América del Sur. De hecho, la larga cordillera de los Andes se ha venido formando por el empuje de la placa del océano Pacífico, por lo que junto a dicha cordillera, a poca distancia de la costa, se presenta una profunda fosa, con lo que la diferencia de altitud entre el punto más profundo de la misma y la cima del Aconcagua viene a ser de más de 15 km.
Las islas volcánicas son creadas por la actividad volcánica, entrando en erupción periódicamente, muchas veces se presentan cuando las placas tectónicas se mueven sobre el punto eruptivo llamado punto caliente formándose un rosario de islas en una dirección determinada, siendo la más reciente la que se encuentra sobre dicho punto caliente y las más antiguas las que se encuentran más alejadas. En áreas con actividad volcánica y las fosas oceánicas, existen respiraderos hidrotermales, los cuales liberan una gran cantidad de presión, agua caliente y químicos al agua fría de la zona abisal lo cual genera la existencia de una fauna abisal con propiedades bioluminiscentes.
El agua del océano está dividida en diversas capas, cada una de las cuales posee características particulares de salinidad, presión, temperatura y vida marina y que, de acuerdo a su profundidad, son llamadas zona batial, pelágica y abisal.

## Características del fondo marino

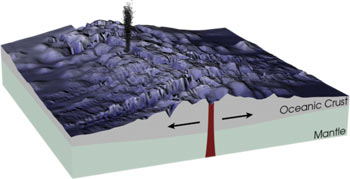
Dorsal oceánica con un respiradero hidrotermal.

Cada fondo tiene características típicas, como una composición del suelo común, topografía, salinidad de mar y de agua superiores que le rodean, vida marina, dirección magnética del rocaje y sedimentación. 
La topografía del fondo marino es llana donde la sedimentación es fuerte y cubre los rasgos tectónicos. Esta sedimentación proviene de varias fuentes: 
- Sedimentos de erosión, traídos principalmente por los ríos.
- Nuevas «rocas jóvenes», compuestas de nuevo magma  de basalto, de la cresta oceánica media.
- Esparcimiento de ceniza volcánica subacuática, especialmente de respiraderos hidrotermales.
- Actividad de microorganismos.
- El propio mar erosionando el lecho oceánico.
- Vida marina como corales, peces, algas, hongos, cangrejos, plantas marinas y otros sedimentos de procedencia biológica.

Donde no hay sedimentos, como en el océano Atlántico, especialmente en el norte y el este, la actividad tectónica original se puede ver claramente en forma de líneas rectas de grietas o respiraderos a lo largo de miles de kilómetros.
Recientemente se ha descubierto una abundante vida marina en el océano profundo, especialmente en torno a los respiraderos hidrotermales. Se han hallado grandes comunidades del océano profundo de vida marina en torno a estas chimeneas marinas, que emiten compuestos tóxicos para los humanos y la mayoría de los vertebrados. Esta vida marina recibe su energía de la extrema diferencia de temperaturas (normalmente de unos 150 grados) y de la quimiosíntesis de las bacterias.
El relieve oceánico se relaciona con los movimientos de las placas tectónicas, la sismicidad y el vulcanismo. Algunas regiones se elevan; otras se hunden; algunas más se pliegan; otras se fracturan, y varias más aportan material volcánico.